# Copestylum bolivianum
Copestylum bolivianum är en tvåvingeart som först beskrevs av James Stewart Hine 1914.  Copestylum bolivianum ingår i släktet Copestylum och familjen blomflugor. Inga underarter finns listade i Catalogue of Life.